# Les Aidants scolaires
Les Aidants scolaires est un organisme sans but lucratif québécois, fondé à Lévis, en 2007, par Lise Allard, qui vise à aider le personnel des écoles dans leurs tâches quotidiennes. Plus précisément, il vise à mettre en place une structure de bénévolat dans les écoles de la province de Québec, afin de faciliter l'implication bénévole de la communauté dans les écoles de quartier. Son siège social est situé à Lévis.

## Historique
L'idée de lancer Le mouvement Les Aidants scolaires est attribuable à Lise Allard, une enseignante du préscolaire à l'école La Ruche de Saint-Rédempteur. C'est elle qui, en 2007, à la fin de sa carrière, a décidé de fonder cet organisme, afin de permettre aux enseignants retraités, mais aussi à tous les membres de la collectivité, de donner un peu de leur temps dans les écoles de leur quartier. 
La première école où le programme a été implanté est l'école La Ruche, de Saint-Rédempteur, en 2007. Puis, un an plus tard, le nombre de bénévoles a doublé, passant à plus de 50 bénévoles. En 2011, le programme comptait quatre écoles dans ses rangs, alors qu'il en compte dix-neuf en 2014.
Le programme des Aidants scolaires, qui était auparavant uniquement implanté dans des écoles primaires, a été implanté pour une première fois dans une école secondaire, l'école de L'Aubier, de Saint-Romuald, en 2014.

## Implication bénévole
L'implication des bénévoles dans le mouvement a connu une croissance importante depuis sa fondation, en 2007. 
Tableau de l'évolution de l'implication dans le mouvement Les Aidants scolaires
| Année     | Nombre d'écoles | Nombre de bénévoles | Nombre de «p'tites demi-heures» |
| --------- | --------------- | ------------------- | ------------------------------- |
| 2007-2008 | 1               | 22                  | 451                             |
| 2008-2009 | 1               | 53                  | 856                             |
| 2009-2010 | 1               | 52                  | 1 026                           |
| 2010-2011 | 1               | 42                  | 3 615                           |
| 2011-2012 | 4               | 114                 | 10 300                          |
| 2012-2013 | 9               | 212                 | 12 989                          |
| 2013-2014 | 12              | 254                 | 19 333                          |
| 2014-2015 | 19              | 394                 | Bientôt annoncé                 |

## Prix et distinctions
Depuis sa fondation en 2007, le mouvement Les Aidants scolaires a reçu de nombreux prix et distinctions.
- 2010: Présentation du mouvement au 26e congrès de l’Organisation mondiale pour l’Éducation préscolaire (OMEP), tenu en Suède[5]
- 2011: Prix Reconnaissance 2010-2011 du Regroupement des commissions scolaires de la région Chaudière-Appalaches[6]
- 2015: Finaliste du prix Gens de cœur de la Société Radio-Canada et de la Financière Manuvie[7]
- 2015: Récipiendaire du prix Hommage bénévolat-Québec du gouvernement du Québec[8]